# Marek Sobczyk
Marek Sobczyk (1956 París) de madre polaca y de padre francés, es un pintor autodidacta formado en la tradición humanista centroeuropea y en la línea de la tradición literaria francesa de índole conceptual.

## Trayectoria
Su constante interés por la filosofía y la poesía, así como su relación con el campo de las artes plásticas le llevan a trabajar e investigar en diferentes lugares de Europa.
Residió en Venecia, becado por el Ministerio de Asuntos Exteriores italiano, para estudiar las técnicas muralistas.
En 1991 abre un taller en el norte de Holanda donde trabaja con el artista Robert Hogervorst en el proyecto de una revista de carácter filosófico y social en relación con el pensamiento de Joseph Beuys, que da lugar a numerosas conferencias y encuentros. Después de un viaje a Islandia, relacionado con el estudio del concepto paisajístico, es invitado por la Fundación Noesis de Barcelona.
Su pintura ha sido expuesta en diferentes galerías de arte e instituciones y recogida en diversos catálogos.

## Exposiciones (selección)
- 1986 - "La expresión de los años 80", BWA, Sopot
- 1987 - "¿Qué es" apuestas Antiguo Norblin, Varsovia
- 1990 - "las obras en curso" (3), Scheibler Palace, Lodz
- 1992 - "Gruppa 1982-1991", Zacheta Gallery, Londres
- 1996 - "Kunst in der neuen Messe", Leipzig

## Obra escrita
- Del silencio a la voz, 1999.[3]
- Ruido de cuerpo, 2001.
- De la fatiga de lo visible. Editorial Pre-Textos. 2011.